# Hvis lyset tar oss
Hvis lyset tar oss är Burzums tredje studioalbum, utgivet 1994. Albumet utgavs som LP, kassett och CD. År 2013 utgavs Hvis lyset tar oss som vit LP med svart och grått splattermönster.
Omslaget visar Theodor Kittelsens teckning "Fattigmannen" från boken Svartedauen.

## Låtlista
Alla låtar är skrivna och komponerade av Count Grishnackh. 
| Nr           | Titel                        | Längd |
| ------------ | ---------------------------- | ----- |
| 1.           | "Det som en gang var"        | 14:21 |
| 2.           | "Hvis lyset tar oss"         | 8:04  |
| 3.           | "Inn i slottet fra droemmen" | 7:51  |
| 4.           | "Tomhet"                     | 14:11 |
| Total längd: | Total längd:                 | 44:27 |

## Medverkande
- Count Grishnackh (Varg Vikernes) – sång, gitarr, keyboard, synthesizer, trummor, elbas, produktion
- Pytten – produktion